# New Virginia
New Virginia è un comune degli Stati Uniti d'America, situato nello Stato dell'Iowa, nella contea di Warren.